# HMBS Bahamas (P-60)
Pour les articles homonymes, voir Bahamas.
Le HMBS Bahamas (P-60) est un patrouilleur des Forces armées bahaméennes lancé en janvier 1999. Son sister ship le HMBS Nassau (P-61) a été livré en mars.